# Карања (Савона)
Карања је насеље у Италији у округу Савона, региону Лигурија.
Према процени из 2011. у насељу је живело 87 становника. Насеље се налази на надморској висини од 632 м.